# Maria Theresia Scherer
Maria Theresia Scherer, al secolo Anna Maria Katharina Scherer (Meggen, 31 ottobre 1825 – Ingenbohl, 16 giugno 1888), è stata una religiosa svizzera, cofondatrice e prima superiora generale delle Suore di carità della Santa Croce. È stata proclamata beata da papa Giovanni Paolo II nel 1995.

## Biografia
Rimasta orfana di padre all'età di sette anni, venne accolta in casa di alcuni parenti che ne affidarono l'educazione ad alcune suore infermiere di Lucerna.
Maturò la sua vocazione nel santuario mariano di Einsiedeln e si avvicinò alla famiglia religiosa appena fondata dal cappuccino Teodosio Florentini.
Il 27 ottobre 1845, assieme con quattro compagne, emise la sua professione nelle Suore della Santa Croce nel monastero di Wurmsbach.
La congregazione di padre Florentini si divise poi in un ramo insegnante, con casa madre a Menzingen, e uno ospedaliero guidato dalla Scherer, con casa madre a Ingenbohl: nel 1857 la Scherer venne eletta superiora generale delle Suore di Carità della Santa Croce di Ingenbohl e continuò a dirigere l'opera anche dopo l'improvvisa morte di Florentini.
Per due volte i suoi direttori spirituali la costrinsero ad abbandonare la guida dell'istituto, ma fu sempre reintegrata dopo breve tempo.
Sotto il suo governo la congregazione si espanse notevolmente, anche fuori dalla Svizzera, e alla sua morte contava circa 1.500 suore.

## Il culto
La causa di canonizzazione fu introdotta nel 1949.
Il 2 aprile 1993 papa Giovanni Paolo II ne decretò le virtù eroiche riconoscendole il titolo di venerabile.
Fu proclamata beata il 29 ottobre 1995 in piazza San Pietro a Roma assieme con le connazionali Maria Bernarda Bütler e Marguerite Bays.
Il suo elogio si legge nel Martirologio Romano al 16 giugno.